# 安外清真寺
39°57′12″N 116°24′21″E / 39.953325°N 116.40583°E
安外清真寺，位于北京市东城区安定门外青年湖南里，是一座伊斯兰教清真寺。

## 简介
安外清真寺原名安外大关清真寺，原址在安定门外西后街22号，占地面积367.2平方米，建筑面积267.3平方米，为砖混结构，据记载为清朝嘉庆年间建。1980年代末，为迎接北京亚运会，拓宽安定门外大街，安外清真寺及安定门外大街205号的三间寺产被拆除，一并迁往青年湖公园东门南侧小区的现址重建。1991年，安外清真寺落成并重新开放。
如今安外清真寺占地面积500余平方米，建筑面积约273平方米，主要建筑有大门、男礼拜殿、女礼拜殿、教长室、讲堂、男女沐浴室。